# Грасси, Григорий Мария
Григорий Мария Грасси  (итал. Gregorio Maria Grassi, 13 декабря 1833, Кастеллаццо-Бормида, Пьемонт — 9 июля 1900, Тайюань) — святой Римско-Католической Церкви, член монашеского ордена францисканцев, первый епископ епархии Тайюаня, мученик.

## Биография
2 ноября 1848 года Григорий Мария Грасси вступил в монашеский орден францисканцев. 17 августа 1856 года был рукоположен в священника. В 1860 года Григория Марию Грасси отправили на католическую миссию в Китай. После прибытия в Тайюань стал заниматься благотворительной деятельностью среди местных жителей, основав сиротский дом.
28 января 1876 года Григорий Мария Грасси был назначен Святым Престолом титулярным епископом Ортозии Финикийской и вспомогательным епископом апостольского викариата провинции Шаньси. Будучи епископом, продолжил свою миссионерскую деятельность, создав семинарию в Тайюане и совершая многочисленные миссионерские поездки по Китаю.
Во время ихэтуаньского восстания в 1899—1900 гг. в Китае происходили жестокие гонения на христиан. Григорий Мария Грасси был арестован по приказу губернатора провинции Шаньси Юй Сяня вместе с двумя епископами Франциском Фоголлой и Элиасом Факкини, семью монахинями, семью семинаристами и 10 мирянами.
9 июля 1900 года Григорий Мария Грасси был казнён с другими 27 верующими.

## Прославление
Григорий Мария Грасси был беатифицирован 27 ноября 1946 года Римским папой Пием XII и канонизирован 1 октября 2000 года Римским папой Иоанном Павлом II.
День памяти в Католической Церкви — 9 июля.

## Источник
- George G. Christian OP, Augustine Zhao Rong and Companions, Martyrs of China, 2005, стр. 21 (недоступная ссылка)